# PCSK9-Hemmer
PCSK9-Hemmer sind Arzneistoffe, die in der Therapie erhöhter Cholesterinwerte Anwendung finden, wenn andere lipidsenkende Therapien nicht ausreichend wirksam oder nicht möglich sind. Bei den für die Therapie verfügbaren PCSK9-Hemmern handelt es sich überwiegend um monoklonale Antikörper, die subkutan injiziert werden.

## Wirkungsweise
PCSK9-Hemmer sind Hemmstoffe (Inhibitoren) der Proproteinkonvertase PCSK9. Die PCSK9 bewirkt eine Verminderung der Anzahl von LDL-Rezeptoren an der Zellmembran der Leberzellen: sie bindet an die LDL-Rezeptoren, der Komplex wird von den Leberzellen internalisiert und im Zellinnern proteolysiert. PCSK9-Hemmer binden an die zirkulierenden PCSK9 und verhindern deren Bindung an die LDL-Rezeptoren; die Zahl der LDL-Rezeptoren an der Zellmembran wird dadurch erhöht. Entsprechend wird der Abbau von LDL-Cholesterin über diese Rezeptoren gesteigert. Als resultierende Arzneimittelwirkung wird damit durch PCSK9-Hemmer eine erhebliche Senkung des LDL-Cholesterinspiegels im Blut erreicht.

## Arzneistoffe
2015 wurden in der Europäischen Union die folgenden PCSK9-Hemmer als Arzneistoffe zugelassen:
- Der monoklonale Antikörper Alirocumab als Praluent der Firma Sanofi, Zulassung September 2015.
- Der monoklonale Antikörper Evolocumab als Repatha der Firma Amgen, Zulassung Juli 2015.
- Die small interfering RNA (siRNA) Inclisiran als Leqvio der Firma The Medicines Company, Zul. Dez. 2020.

Im Zuge eines Patentstreits zwischen Sanofi und Amgen untersagte das Landgericht Düsseldorf Sanofi im Juli 2019 vorläufig, Praluent in Deutschland zu fertigen, zu verkaufen und zu vermarkten.
- Bei Bococizumab handelte es sich um einen weiteren PCSK9-Hemmer, den das Unternehmen Pfizer untersuchte. Im November 2016 teilte Pfizer mit, dass die weitere Entwicklung eingestellt wurde.[5][6]

Weitere Substanzen, die PCSK9 zum Ziel haben, befinden sich in der klinischen Entwicklung, so z. B.:
- AT04A von Affiris (Phase I)[7][8]

## Indikation
PCSK9-Hemmer können angezeigt sein als Therapieoption bei familiärer Hypercholesterinämie oder bei gemischter Dyslipidämie im Falle einer nicht ausreichenden Wirksamkeit einer Statintherapie.
Entsprechend der Zulassung können PCSK9-Hemmer begleitend zu einer Diät eingesetzt werden „bei Erwachsenen mit primärer Hypercholesterinämie […] oder gemischter Dyslipidämie […] in Kombination mit Statin […] oder einem Statin zusammen mit anderen blutfettsenkenden Arzneimitteln bei Patienten, die unzureichend auf die Höchstdosis des Statins ansprechen […].“ Auch im Falle einer Statinunverträglichkeit kann eine Therapie mit PCSK9-Hemmern angezeigt sein.
Die Jahrestherapiekosten sind mit ca. 9.500 bis 13.000 € extrem hoch (Stand 2016).
Die Deutsche Gesellschaft für Kardiologie nennt in ihren Leitlinien von 2016 PCSK9-Hemmer nur als Reserveoption für Patienten mit sehr hohem kardiovaskulären Risiko, die auf die Standardmedikamente auch in Kombination und in der höchsten vertragenen Dosis nicht ansprechen (Empfehlungsgrad IIb, Evidenzgrad C).

## Nebenwirkungen
Nebenwirkungen der Therapie mit PCSK9-Hemmern sind bei bis zu 10 % der behandelten Patienten zu erwarten. Die Nebenwirkungsprofile für Alirocumab und Evolocumab scheinen sich stark zu ähneln. Es handelt sich überwiegend um allergische Reaktionen und Reizungen im Bereich der Injektionsstelle. Auch Gedächtnisstörungen und Muskelschädigungen (Rhabdomyolysen) wurden beschrieben; eine Diabetes-fördernde Wirkung und Begünstigung einer Pankreatitis wird diskutiert. Schwerwiegende unerwünschte Wirkungen wurden bisher nicht beschrieben. Die Zahl der bislang behandelten Patienten und die Dauer der Behandlungen sind jedoch noch nicht ausreichend, um mögliche seltene schwere Nebenwirkungen zu erkennen (Stand Juni 2016).